# Eric Dansault
Eric Dansault (født 14. september 1968) er en fransk fodbolddommer, som dømmer i den franske liga  Ligue 1. Han blev FIFA-dommer i 2006, og dømmer som linjedommer. Han har dømt et VM i fodbold, i 2010 hvor han var linjedommer for Stéphane Lannoy fra Frankrig. Han dømte også i fodboldtuneringen under Sommer-OL 2008.